# IC 356
IC 356 = Arp 213 ist eine Spiralgalaxie vom Hubble-Typ Sb/P im Sternbild Giraffe am Nordsternhimmel. Sie ist rund 46 Millionen Lichtjahre von der Milchstraße entfernt und hat einen Durchmesser von etwa 55.000 Lichtjahren. Halton Arp gliederte seinen Katalog ungewöhnlicher Galaxien nach rein morphologischen Kriterien in Gruppen. Diese Galaxie gehört zu der Klasse Galaxien mit Unregelmäßigkeiten, Absorption und Auflösung.
Das Objekt wurde im Jahr 1889 vom US-amerikanischen Astronomen Edward Emerson Barnard entdeckt.